# Julius Indongo
Julius Indongo (* 12. Februar 1983 in Windhoek, Südwestafrika) ist ein namibischer Profiboxer im Halbweltergewicht und ehemaliger Weltmeister der Verbände IBF, IBO und WBA.

## Amateurkarriere
Julius Indongo qualifizierte sich bei den afrikanischen Ausscheidungskämpfen 2008 in Windhoek für die Olympischen Spiele in Peking, wo er im ersten Kampf des Leichtgewichts gegen den Australier Anthony Little ausschied.

## Profikarriere
2009 startete er in Namibia seine Profikarriere und wurde nationaler Meister im Leichtgewicht sowie afrikanischer Meister der WBO im Halbweltergewicht. Er gewann 20 Kämpfe in Folge, davon 10 durch K. o., wobei ihm auch ein Sieg gegen Kaizer Mabuza gelang. Dieser hatte 2011 gegen Zab Judah um die IBF-Weltmeisterschaft gekämpft.
Am 3. Dezember 2016 boxte er in Moskau um die IBO- und IBF-Weltmeisterschaften im Halbweltergewicht, wobei er den ungeschlagenen russischen Titelträger Eduard Trojanowski nach nur 40 Sekunden der ersten Runde durch K. o. besiegte. Am 15. April 2017 verteidigte er den Titel in Glasgow einstimmig nach Punkten gegen Ricky Burns und gewann damit zusätzlich den WBA-Weltmeistergürtel seines Kontrahenten.
Am 19. August 2017 boxte er gegen Terence Crawford um die zusätzlichen WM-Titel der WBC und WBO, verlor den Kampf aber durch Knockout in der dritten Runde. Seit 2020 verlor Indongo acht seiner neun Profikämpfe, zuletzt Ende Januar 2024 gegen den Tansanier Richard Mtangi.